# Giro dell'Umbria 1955
Il Giro dell'Umbria 1955, ventisettesima edizione della corsa, si svolse in tre tappe, l'ultima suddivisa in due semitappe, nel 1955. La vittoria fu appannaggio dell'italiano Ardelio Trapé il quale precedette i connazionali Carlo Azzini e Giuseppe Morini.

## Tappe
| Tappa  | Data   | Percorso               | km    | Vincitore di tappa | Leader cl. generale |
| ------ | ------ | ---------------------- | ----- | ------------------ | ------------------- |
| 1ª     | ?      | Perugia > Perugia      | 138,3 | Francesco Lucchesi | Francesco Lucchesi  |
| 2ª     | ?      | Perugia > Gubbio       | 177   | Carmine Leone      | ?                   |
| 3ª-1   | ?      | Gubbio > Gualdo Tadino | ?     | Mario De Pedri     | ?                   |
| 3ª-2   | ?      | Gualdo Tadino > Terni  | 128,5 | Giancarlo Ceppi    | Ardelio Trapé       |
| Totale | Totale | Totale                 | ?     |                    |                     |

## Dettagli delle tappe

### 1ª tappa
- ?: Perugia > Perugia – 138,3 km

Risultati
| Pos. | Corridore          | Squadra         | Tempo    |
| ---- | ------------------ | --------------- | -------- |
| 1    | Francesco Lucchesi | S.C. Arata-Asti | 3h46'41" |

| Pos. | Corridore          | Squadra         | Tempo |
| ---- | ------------------ | --------------- | ----- |
| 1    | Francesco Lucchesi | S.C. Arata-Asti | ?     |

### 2ª tappa
- ?: Perugia > Gubbio – 177 km

Risultati
| Pos. | Corridore     | Squadra | Tempo    |
| ---- | ------------- | ------- | -------- |
| 1    | Carmine Leoni | -       | 5h00'51" |

| Pos. | Corridore | Squadra | Tempo |
| ---- | --------- | ------- | ----- |
| 1    | ?         | -       | ?     |

### 3ª tappa, 1ª semitappa
- ?: Gubbio > Gualdo Tadino - Cronometro individuale - ? km

Risultati
| Pos. | Corridore      | Squadra | Tempo |
| ---- | -------------- | ------- | ----- |
| 1    | Mario De Pedri | -       | ?     |

| Pos. | Corridore | Squadra | Tempo |
| ---- | --------- | ------- | ----- |
| 1    | ?         | -       | ?     |

### 3ª tappa, 2ª semitappa
- ?: Gualdo Tadino > Terni - 128,5 km

Risultati
| Pos. | Corridore       | Squadra | Tempo    |
| ---- | --------------- | ------- | -------- |
| 1    | Giancarlo Ceppi | -       | 3h19'19" |

## Ordine d'arrivo (Top 3)
| Pos. | Corridore       | Squadra        | Tempo |
| ---- | --------------- | -------------- | ----- |
| 1    | Ardelio Trapé   | S.S. Lazio     | ?     |
| 2    | Carlo Azzini    | -              | ?     |
| 3    | Giuseppe Morini | Leo-Chlorodont | ?     |